# 제리 리드

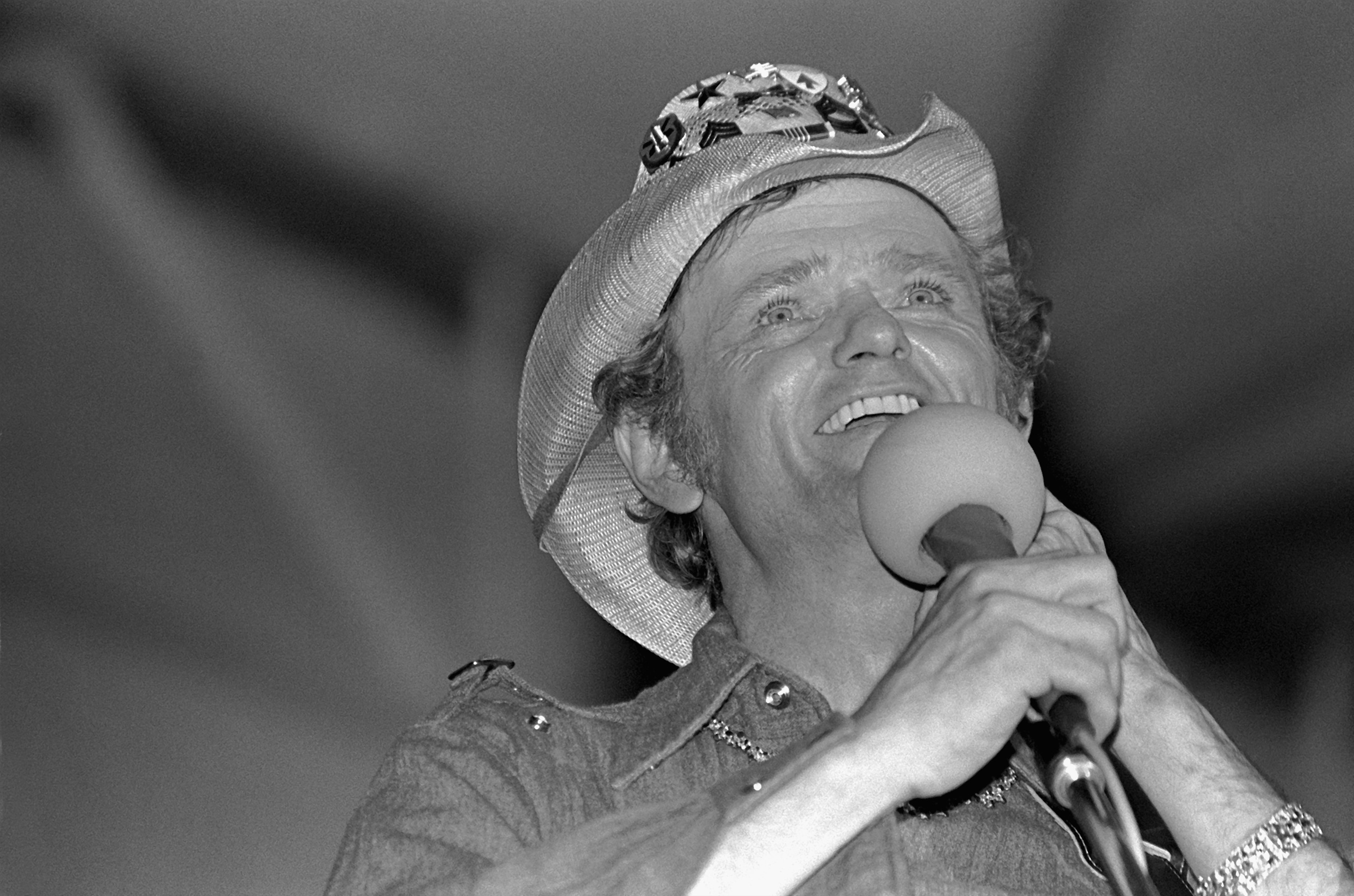

제리 리드(Jerry Reed, 1937년 3월 20일 ~ 2008년 9월 1일)는 미국의 배우, 싱어송라이터, 음악가, 가수, 작곡가, 기타 연주자, 영화배우, 텔레비전 배우, 영화 프로듀서이다.
애틀랜타에서 태어났으며 내슈빌에서 사망하였다. 사인은 폐기종이다.

## 영화
- 워터보이 (1998년) - 레드 코치 역
- 배트 21 (1988년)
- 침묵의 소리 (1985년)
- 스모키 밴디트 3 (1983년)
- 생존자 (1983년)
- 스모키 밴디트 2 (1980년)
- 강력범 (1979년)
- 스모키 밴디트 (1977년)
- 최후의 징벌 (1976년)
- W.W. 앤 딕시 댄스킹 (1975년)